# Coccaglio

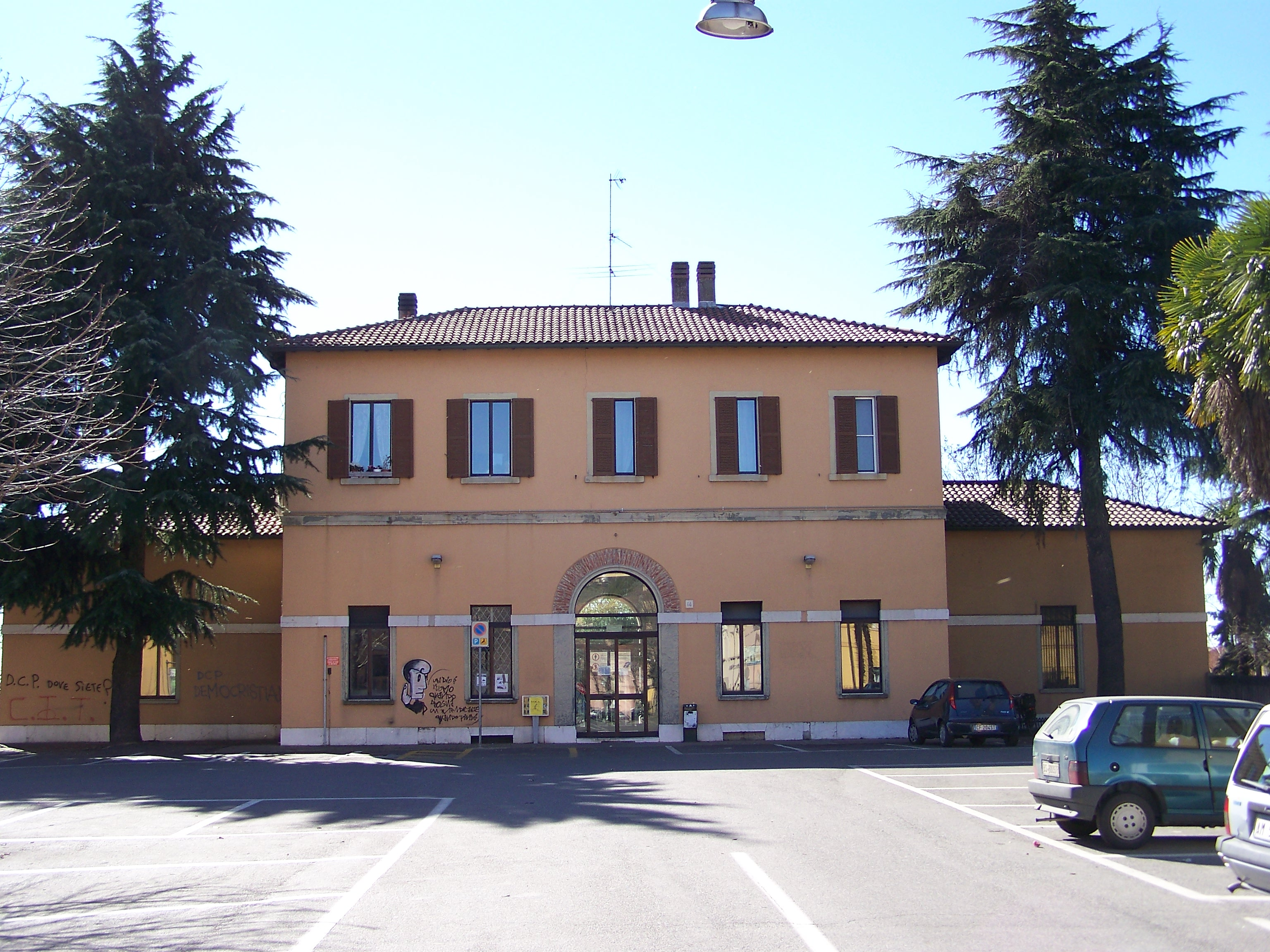
Station van Coccaglio en Lato

Coccaglio is een gemeente in de Italiaanse provincie Brescia (regio Lombardije) en telt 7721 inwoners (31-12-2004). De oppervlakte bedraagt 12,0 km², de bevolkingsdichtheid is 640 inwoners per km².

## Demografie
Coccaglio telt ongeveer 2963 huishoudens. Het aantal inwoners steeg in de periode 1991-2001 met 8,4% volgens cijfers uit de tienjaarlijkse volkstellingen van ISTAT.
| Jaar | Inwoneraantal |
| ---- | ------------- |
| 1991 | 6501          |
| 2001 | 7049          |

## Geografie
Coccaglio grenst aan de volgende gemeenten: Castrezzato, Chiari, Cologne, Erbusco, Rovato.